# Ariocarpus bravoanus
Ariocarpus bravoanus (укр. Аріокарпус Браво) — вид кактусів з роду аріокарпус (Aiocarpus).

## Етимологія

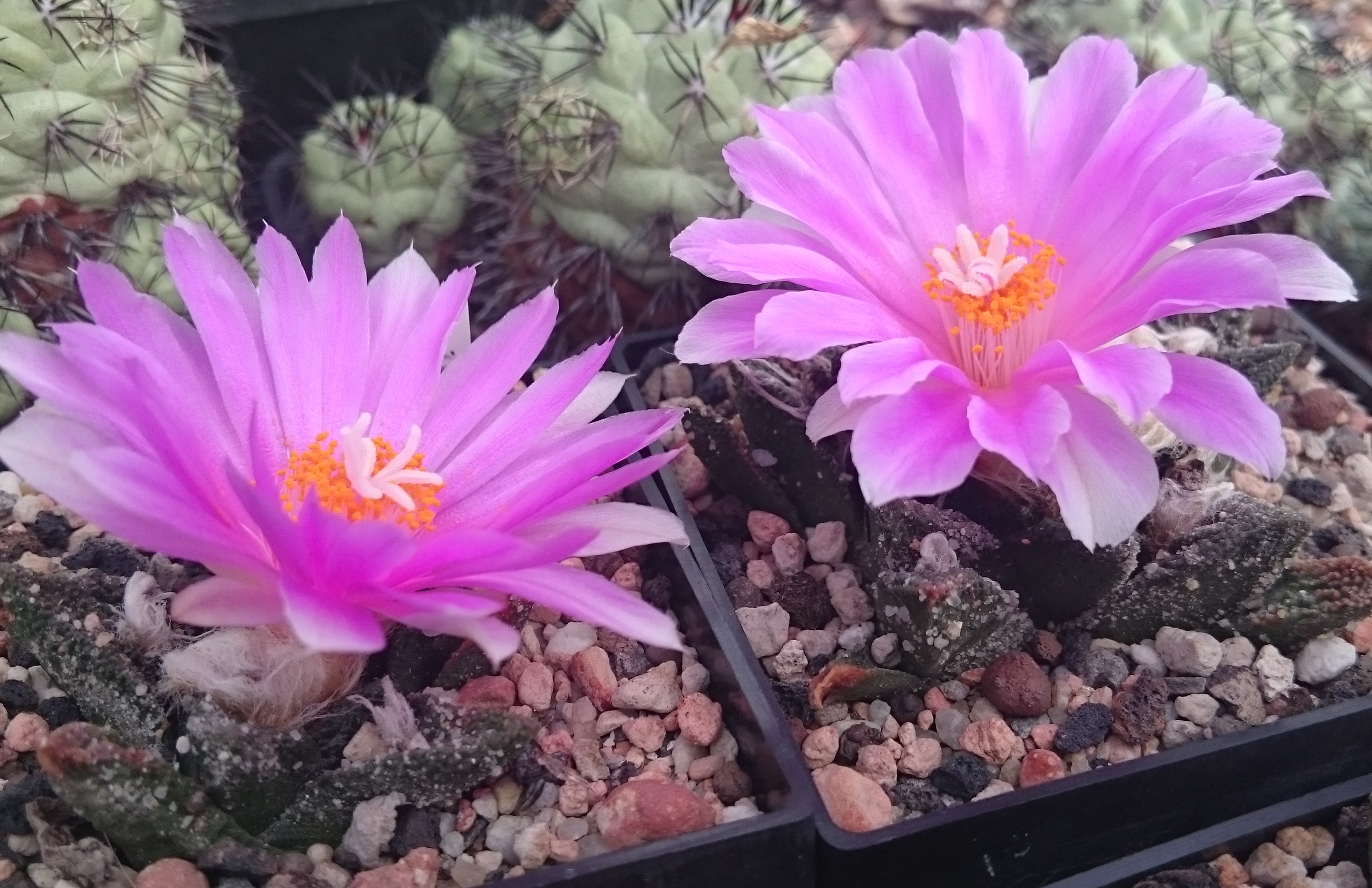
Квіти Аріокарпуса Браво

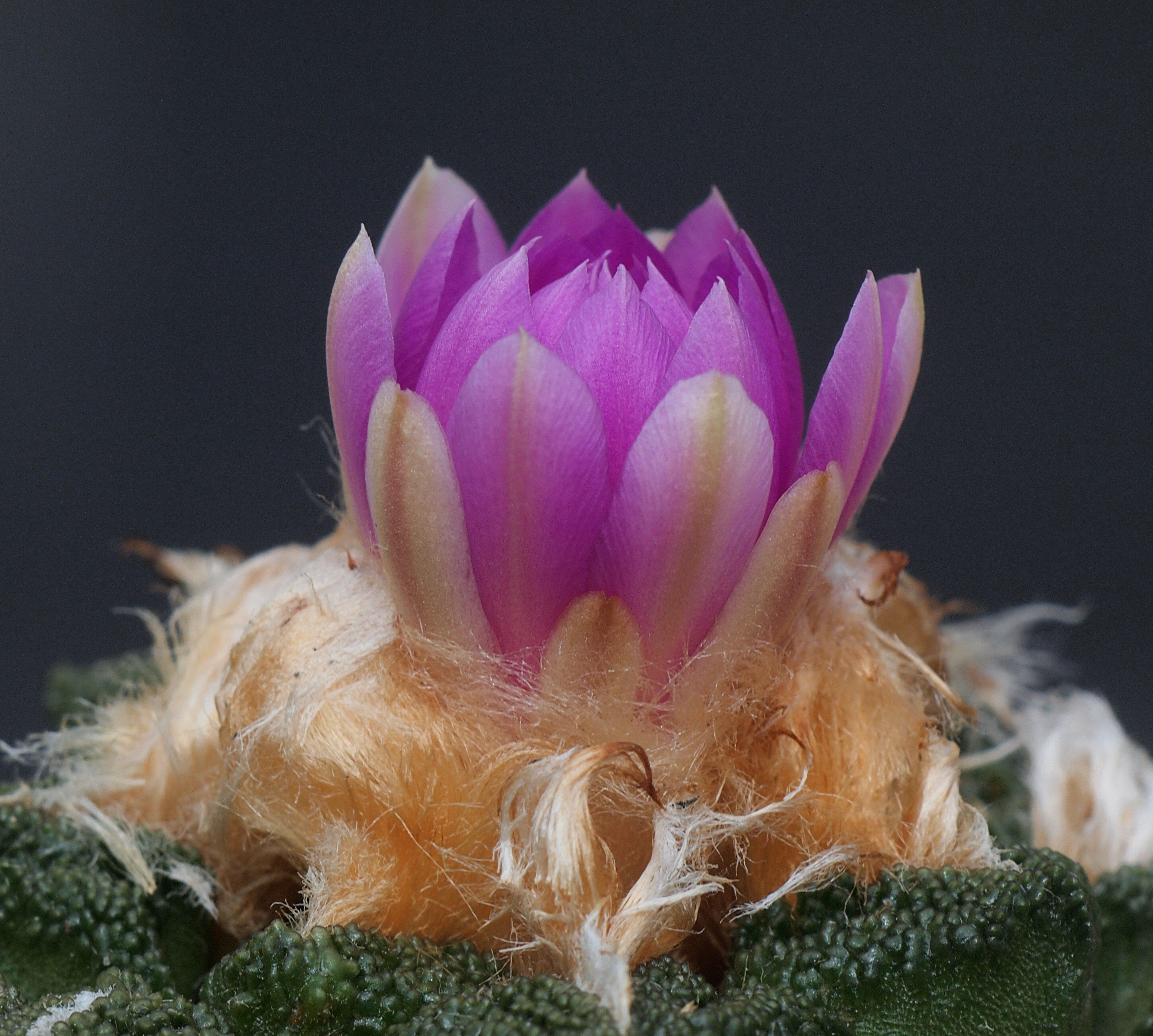
Повстяна верхівка Аріокарпуса Браво з бутоном

Видова назва (Bravoanus) походить від імені Елії Браво (ісп. Helia Bravo), видатного мексиканського ботаніка.

## Місця зростання
Ендемічний мексиканський вид. Поширений у штаті Сан-Луїс-Потосі на дуже обмеженій території. Популяції рослин знайдено на краю пустелі Чіуауа, неподалік Нуньєса (ісп. Nuñez), і в пустелі біля Матеуали (ісп. Matehuala). Виростає на вапняних обривистих схилах на висоті близько 1 500 — 2 000 м над рівнем моря.

## Морфологічний опис
Розеткова одиночна безколючкова рослина з довгими жорсткими сосочками, стебло до 3 см завдовжки, до 5 см завширшки. Росте повільно. Сосочки темно-зелені, сплощені, до 3 см завдовжки і 2 см завширшки. Верхівка з довгою повстю. Ареоли розташовані майже на верхівці сосочка, округлі до трохи подовгастих, шерстисті.
Квітки яскраво-рожеві, до 2,5 см завдовжки. Тичинкові нитки білі, пиловики жовті.

## Чисельність
Занесений до категорії «Уразливі види» Червоного Списку Міжнародного Союзу Охорони Природи. Вид відомий в декількох місцях зростання, загальна площа ареалу становить менш ніж 20 км² (ймовірно, близько 8 км²). Деякі місця були сильно виснажені колекціонерами. Більш ніж 70% рослин видалено протягом останніх п'яти років. В інших місцях нещодавно виявили дуже великі субпопуляції, що складаються з більш ніж 10 000 рослин.

## Умови вирощування
Слід утримувати на повному сонці. Полив: невелика кількість води влітку, дуже хороший дренаж.